# Reakcja zobojętniania

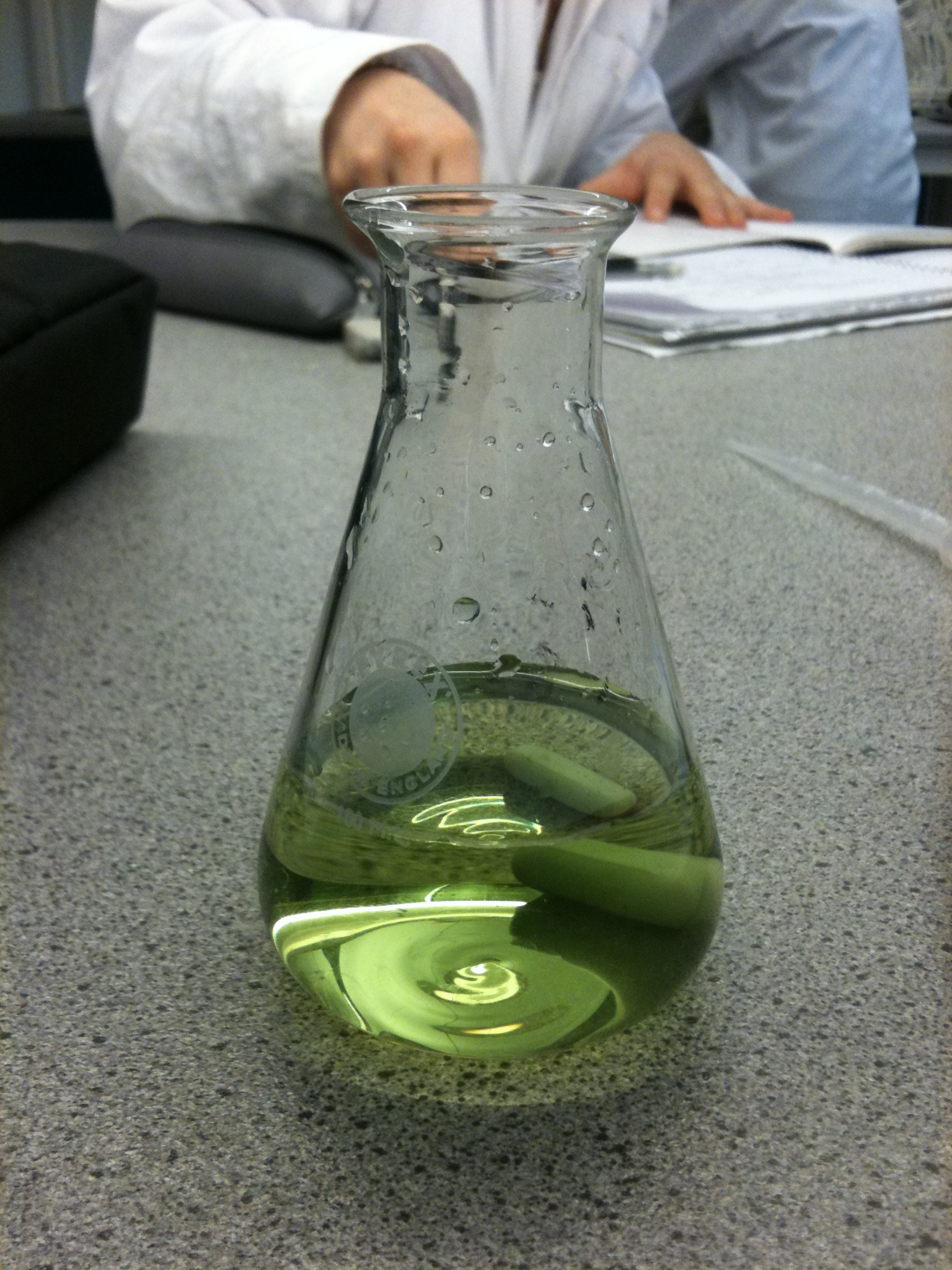
Reakcja zobojętniania pomiędzy wodorotlenkiem sodu (NaOH) i kwasem solnym (HCl). Wskaźnik - błękit bromotymolowy.

Reakcja zobojętniania (neutralizacji) – reakcja chemiczna między kwasem a zasadą, która prowadzi do zmiany pH środowiska reakcji w kierunku odczynu bardziej obojętnego. W jej wyniku powstaje sól i często, choć nie zawsze, woda. W innym sensie zobojętnianie to każda reakcja, która prowadzi do zmiany pH środowiska, niekoniecznie między kwasem i zasadą, ale także między solą i kwasem lub zasadą, między dwoma kwasami, dwiema zasadami, a nawet dwiema solami.
Reakcja zobojętniania (neutralizacji) może zachodzić w różnych środowiskach i mieć w związku z tym różny przebieg.
Jej przebieg zależy też od tego, czy do roztworu kwasu dodaje się zasadę, czy też na odwrót, do zasady dodaje się kwas. W tym pierwszym przypadku następuje spadek stężenia jonów hydroniowych (H3O+), zaś w tym drugim następuje spadek stężenia jonów hydroksylowych.
W przypadku dodawania stężonych lub stałych kwasów, zasad lub soli, reakcja zobojętniania jest poprzedzona reakcją dysocjacji. W niektórych reakcjach zobojętniania powstająca nowa sól pozostaje w formie zdysocjowanej w roztworze. W innych powstaje sól, która jest wprawdzie rozpuszczalna w wodzie, ale nie ulega dysocjacji, wreszcie powstająca sól może ulegać wytrąceniu z układu. Znane są też przypadki zobojętniania, w których to powstający kwas lub zasada są słabo zdysocjowane lub ulegają częściowemu wytrąceniu lub odparowaniu z układu.
W roztworach wodnych reakcja zobojętniania zachodzi zawsze w kierunku wyrównywania się stężeń jonów hydroniowych (H3O+) lub wodorotlenowych (OH−), do poziomu charakterystycznego dla wody destylowanej (pH=7).
Upraszczając reakcja zobojętniania polega na łączeniu się jonów wodorowych z jonami wodorotlenowymi na niezdysocjowane cząsteczki wody, np.:
NaOH + HCl → NaCl + H2O
lub jonowo: Na+ + OH− + H+ + Cl− → Na+ + Cl− + H2O
czyli po skróceniu: OH− + H+ → H2O